# Cossombrato
Cossombrato (piemontiul: Cossombrà) település Olaszországban, Piemont régióban, Asti megyében. Lakosainak száma 517 fő (2023. január 1.). Cossombrato Asti, Castell’Alfero, Chiusano d’Asti, Corsione, Montechiaro d'Asti és Villa San Secondo községekkel határos.

## Népesség
A település lakossága az elmúlt években az alábbi módon változott:
| Lakosok száma | 515  | 503  | 517  |
|               | 2017 | 2018 | 2023 |